# Izotges
Izotges – miejscowość i gmina we Francji, w regionie Oksytania, w departamencie Gers.
Według danych na rok 1990 gminę zamieszkiwało 69 osób, a gęstość zaludnienia wynosiła 23 osoby/km² (wśród 3020 gmin regionu Midi-Pyrénées Izotges plasuje się na 994. miejscu pod względem liczby ludności, natomiast pod względem powierzchni na miejscu 1645.).